# La Lande-Saint-Léger
Pour les articles homonymes, voir Saint-Léger.
La Lande-Saint-Léger est une commune française située dans le département de l'Eure, en région Normandie.

## Géographie

### Localisation
La Lande-Saint-Léger est une commune du Nord-Ouest du département de l'Eure et limitrophe de celui du Calvados. Selon l'atlas des paysages de Haute-Normandie, elle appartient à la région naturelle du Lieuvin. Toutefois, l'Agreste, le service de la statistique et de la prospective du ministère de l'Agriculture, de l'Agroalimentaire et de la Forêt, la classe au sein du pays d'Auge (en tant que région agricole).
Le tiers sud du territoire de la commune se situe sur le versant nord de la vallée de la Calonne et s'étend jusqu'au lit de la rivière. Celle-ci marque la limite avec la commune de Bonneville-la-Louvet située dans le Calvados. Les deux tiers restants s'étalent, en direction du nord, sur le plateau surplombant la vallée. Sans être totalement opposées, ces deux parties de la commune présentent des caractéristiques paysagères suffisamment différentes pour permettre de les distinguer. Ainsi : 
- la partie sud se caractérise par un maillage bocager très fort et très resserré aussi bien dans le fond de la vallée que sur son versant. Les surfaces agricoles sont essentiellement occupées par des prairies et par des vergers de taille moyenne. Il est à noter également la présence de quelques petites parties boisées sur les pentes de la vallée de la Calonne ;
- la partie nord présente un maillage bocager important, mais moins que dans la partie sud : en effet, les haies, moins nombreuses, et les parcelles agricoles, plus étendues que celles de la vallée, ouvrent quelque peu le paysage. Les surfaces cultivées sont plus nombreuses mais restent largement minoritaires par rapport aux parcelles consacrées à l'élevage. Enfin, les vergers sont plus nombreux que dans la vallée et occupent une superficie plus importante.

À vol d'oiseau, la commune est à 12,5 km au sud-ouest de Pont-Audemer, à 20 km au nord-est de Lisieux, à 55 km à l'est de Rouen et à 65 km au nord-ouest d'Évreux.
|                                   | Beuzeville                      | Le Torpt (par un angle)         |
| Saint-André-d'Hébertot (Calvados) | La Lande-Saint-Léger            | Martainville                    |
|                                   | Bonneville-la-Louvet (Calvados) | Bonneville-la-Louvet (Calvados) |

### Hydrographie
La commune est située dans le bassin Seine-Normandie. Elle est drainée par la Calonne, le cours d'eau 01 de la Nonanterie, le cours d'eau 01 de Saint-Léger-sur-Bonneville, le Douet, le fossé 02 de Saint-Léger-sur-Bonneville et un autre petit cours d'eau,.
La Calonne, d'une longueur de 45 km, prend sa source dans la commune du Planquay et se jette  dans la Touques à Pont-l'Évêque, après avoir traversé 19 communes.

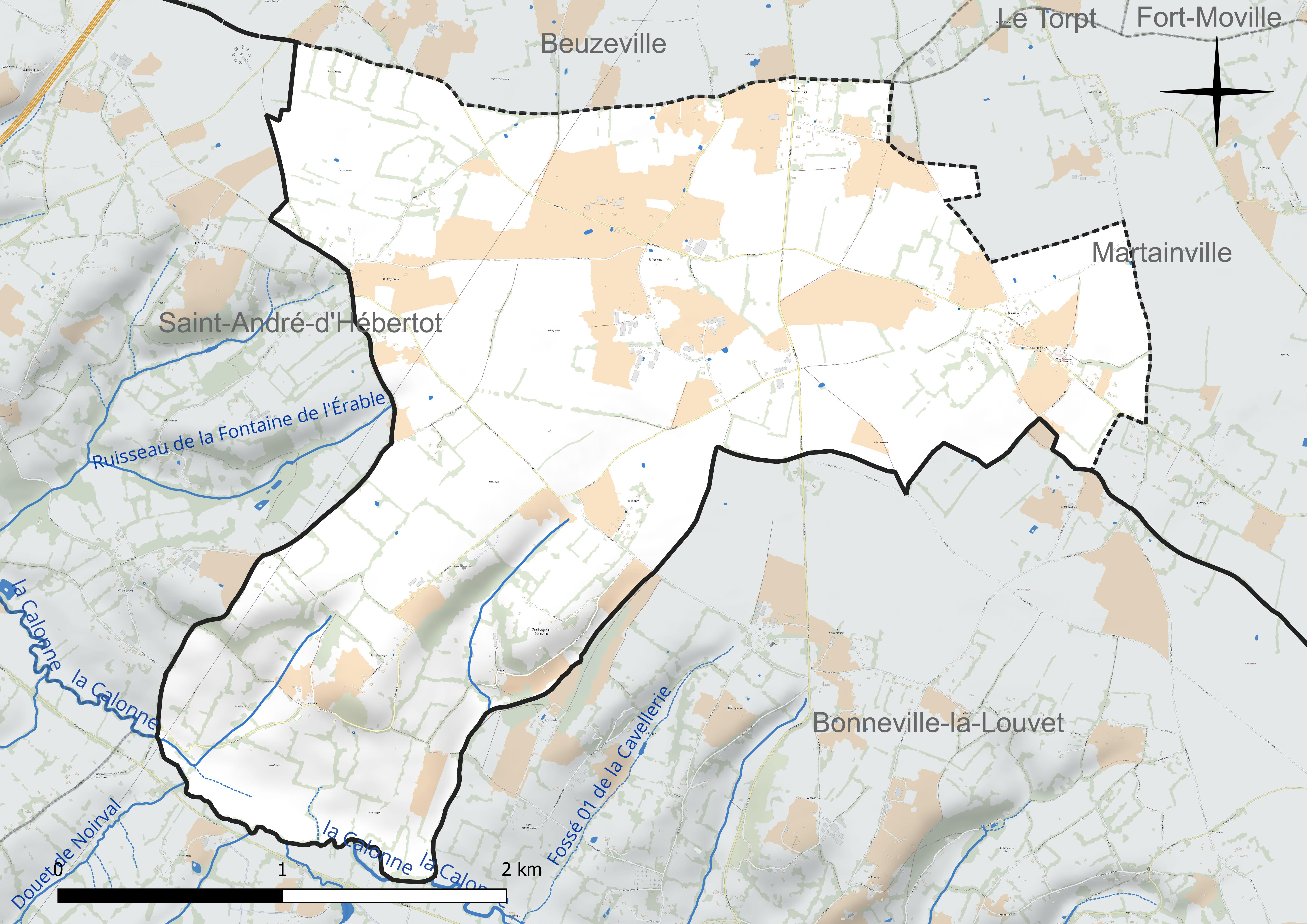
Réseau hydrographique de la Lande-Saint-Léger.

### Climat
Pour des articles plus généraux, voir Climat de la Normandie et Climat de l'Eure.
En 2010, le climat de la commune est de type climat océanique franc, selon une étude du CNRS s'appuyant sur une série de données couvrant la période 1971-2000. En 2020, Météo-France publie une typologie des climats de la France métropolitaine dans laquelle la commune est exposée à un climat océanique et est dans la région climatique  Côtes de la Manche orientale, caractérisée par un faible ensoleillement (1 550 h/an) ; forte humidité de l’air (plus de 20 h/jour avec humidité relative > 80 % en hiver), vents forts fréquents. Parallèlement le GIEC normand, un groupe régional d’experts sur le climat, différencie quant à lui, dans une étude de 2020, trois grands types de climats pour la région Normandie, nuancés à une échelle plus fine par les facteurs géographiques locaux. La commune est, selon ce zonage, exposée à un « climat contrasté des collines », correspondant au Pays d’Auge, Lieuvin et Roumois, moins directement soumis aux flux océaniques et connaissant toutefois des précipitations assez marquées en raison des reliefs collinaires qui favorisent leur formation.
Pour la période 1971-2000, la température annuelle moyenne est de 10,3 °C, avec  une amplitude thermique annuelle de 13,2 °C. Le cumul annuel moyen de précipitations est de 936 mm, avec 13,5 jours de précipitations en janvier et 8,9 jours en juillet. Pour la période 1991-2020, la température moyenne annuelle observée sur la station météorologique la plus proche, située sur la commune de Boulleville à 8 km à vol d'oiseau, est de 11,3 °C et le cumul annuel moyen de précipitations est de 851,2 mm,. Pour l'avenir, les paramètres climatiques de la commune estimés pour 2050 selon différents scénarios d’émission de gaz à effet de serre sont consultables sur un site dédié publié par Météo-France en novembre 2022.

## Urbanisme

### Typologie
Au 1er janvier 2024, La Lande-Saint-Léger est catégorisée commune rurale à habitat dispersé, selon la nouvelle grille communale de densité à 7 niveaux définie par l'Insee en 2022.
Elle est située hors unité urbaine. Par ailleurs la commune fait partie de l'aire d'attraction de Beuzeville, dont elle est une commune de la couronne,. Cette aire, qui regroupe 5 communes, est catégorisée dans les aires de moins de 50 000 habitants,.

### Occupation des sols
L'occupation des sols de la commune, telle qu'elle ressort de la base de données européenne d’occupation biophysique des sols Corine Land Cover (CLC), est marquée par l'importance des territoires agricoles (100 % en 2018), une proportion identique à celle de 1990 (100 %). La répartition détaillée en 2018 est la suivante : 
prairies (64,5 %), terres arables (33,2 %), zones agricoles hétérogènes (2,4 %). L'évolution de l’occupation des sols de la commune et de ses infrastructures peut être observée sur les différentes représentations cartographiques du territoire : la carte de Cassini (XVIIIe siècle), la carte d'état-major (1820-1866) et les cartes ou photos aériennes de l'IGN pour la période actuelle (1950 à aujourd'hui).

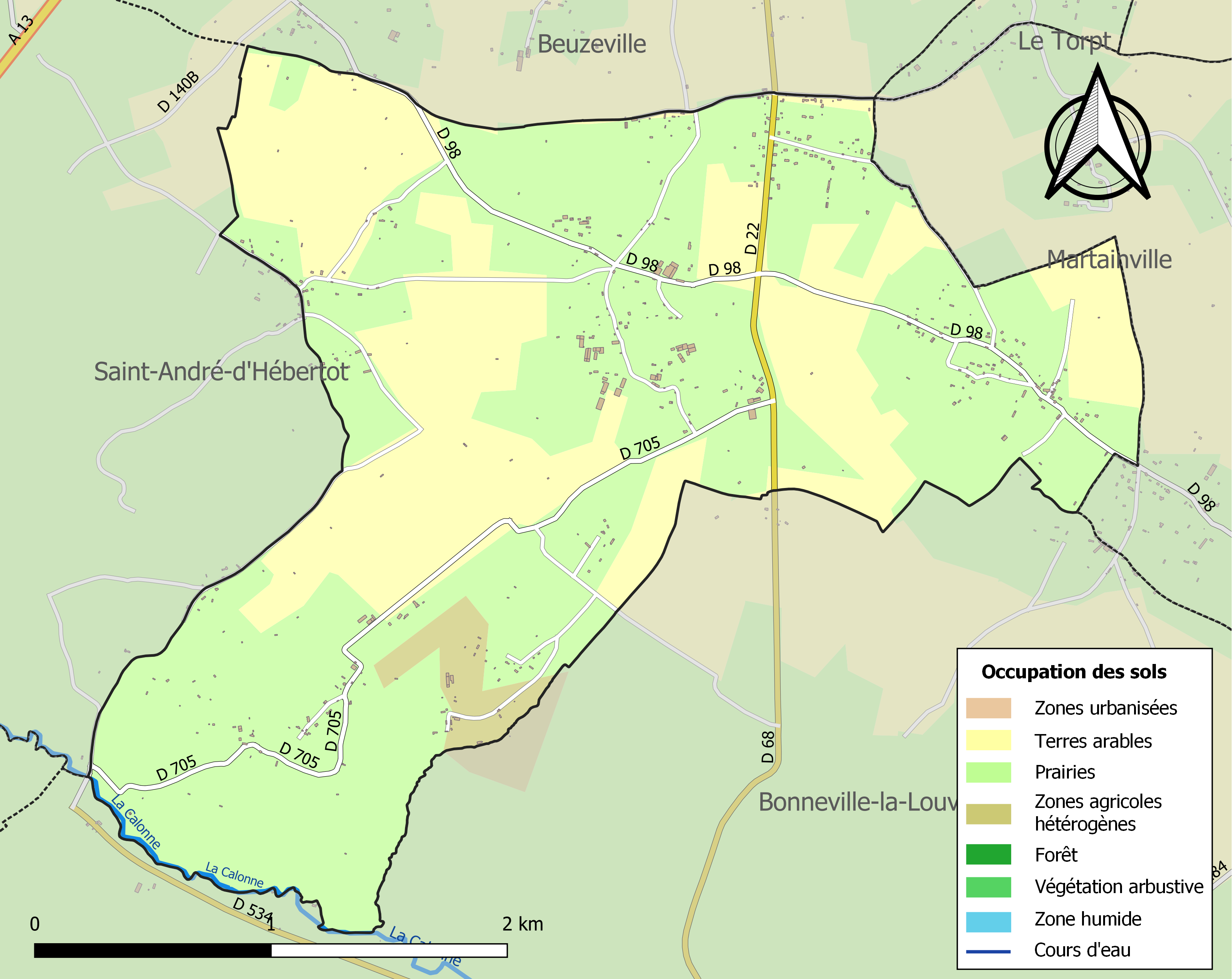
Carte des infrastructures et de l'occupation des sols de la commune en 2018 (CLC).

## Toponymie
La Lande est attesté sous la forme Landa au XIVe siècle.

Le terme « lande », d'origine gauloise, ne parait pas, du moins en Normandie, avoir été utilisé en toponymie avant la citation d'un seigneur de la « Lande » à la fin du XIe siècle dans une donation à l'abbaye de Préaux.

Le français lande est issu du Gaulois *landa  et désigne une terre infertile, ce que devait être la caractéristique du lieu.
Le terme Saint-Léger a été emprunté à l'ancienne commune de Saint-Léger-sur-Bonneville, rattachée en 1964 à la commune de la Lande.

Saint-Léger est attesté sous les formes S. Leodegarius juxta Bonam Villetam (ch. de l’évêché de Lisieux), S. Leodegarii de Bonavilla (p. de Lisieux).

Saint-Léger est un hagiotoponyme, l'église, dédiée à Saint Léger est situé au lieu-dit Saint-Léger-sur-Bonneville.

## Histoire
La commune est constituée par la fusion en 1965, de La Lande et de Saint-Léger-sur-Bonneville.

## Politique et administration
| Période                                  | Période  | Identité        | Étiquette   | Qualité                              |
| ---------------------------------------- | -------- | --------------- | ----------- | ------------------------------------ |
| mars 2001                                | 2020     | Étienne ROUSSEL | UDI         | Agriculteur retraité                 |
| 2020                                     | en cours | Manuel MORDAN   | non définit | Directeur d'agence bancaire retraité |
| Les données manquantes sont à compléter. |          |                 |             |                                      |

## Population et société

### Démographie
L'évolution du nombre d'habitants est connue à travers les recensements de la population effectués dans la commune depuis 1793. Pour les communes de moins de 10 000 habitants, une enquête de recensement portant sur toute la population est réalisée tous les cinq ans, les populations de référence des années intermédiaires étant quant à elles estimées par interpolation ou extrapolation. Pour la commune, le premier recensement exhaustif entrant dans le cadre du nouveau dispositif a été réalisé en 2005.

En 2022, la commune comptait 404 habitants, en évolution de +13,48 % par rapport à 2016 (Eure : −0,25 %, France hors Mayotte : +2,11 %).
| 1793 | 1800 | 1806 | 1821 | 1831 | 1836 | 1841 | 1846 | 1851 |
| ---- | ---- | ---- | ---- | ---- | ---- | ---- | ---- | ---- |
| 538  | 535  | 461  | 440  | 486  | 412  | 380  | 370  | 334  |

| 1856 | 1861 | 1866 | 1872 | 1876 | 1881 | 1886 | 1891 | 1896 |
| ---- | ---- | ---- | ---- | ---- | ---- | ---- | ---- | ---- |
| 324  | 302  | 251  | 260  | 243  | 232  | 235  | 251  | 239  |

| 1901 | 1906 | 1911 | 1921 | 1926 | 1931 | 1936 | 1946 | 1954 |
| ---- | ---- | ---- | ---- | ---- | ---- | ---- | ---- | ---- |
| 217  | 208  | 173  | 172  | 169  | 155  | 160  | 173  | 168  |

| 1962 | 1968 | 1975 | 1982 | 1990 | 1999 | 2005 | 2006 | 2010 |
| ---- | ---- | ---- | ---- | ---- | ---- | ---- | ---- | ---- |
| 179  | 222  | 198  | 164  | 201  | 208  | 257  | 269  | 303  |

| 2015 | 2020 | 2022 | - | - | - | - | - | - |
| ---- | ---- | ---- | - | - | - | - | - | - |
| 344  | 395  | 404  | - | - | - | - | - | - |

## Culture locale et patrimoine

### Lieux et monuments
La Lande-Saint-Léger compte un édifice inscrit au titre des monuments historiques :
- le manoir de Saint-Léger (XVIIe),  Inscrit MH (1967)[32].

Par ailleurs, la commune compte sur son territoire plusieurs monuments inscrits à l'inventaire général du patrimoine culturel :
- l'église Saint-Pierre (XIIe et XIVe)[33] ;
- l'église Saint-Léger (XIIe, XVIIIe, XIXe et XXe) au lieu-dit Saint-Léger-sur-Bonneville[34] ;
- le presbytère (XIXe)[35] ;
- la croix de chemin dite la croix de Pierre (1760) au lieu-dit la Parinière[36] ;
- deux maisons : l'une du XVIIIe siècle[37], l'autre du XIXe siècle[38] ;
- une ferme du XVIIIe siècle au lieu-dit la Nonanterie[39].

### Patrimoine naturel
ZNIEFF de type 1
- Basse vallée de la Calonne[40].

### Héraldique
| Blason de La Lande-Saint-Léger | Blason  | Parti : au 1er coupé au I d'azur à deux coupes d'or et au chef d'argent chargé d'une croisette pattée de gueules, au II d'azur à la croix ancrée d'argent cantonnée de quatre pommes du même, au 2d burelé ondé d'argent et de sable. |
| Blason de La Lande-Saint-Léger | Détails | Le parti évoque l'union, en 1965, des communes de La Lande et Saint-Léger-sur-Bonneville. Le premier reprend les armes de deux familles nobles qui occupaient l'ancienne commune de La Lande : - au I, la famille Parrin de Sémainville, présente sur la commune dès le XVIIe siècle et qui a laissé des traces comme le hameau de la Parinière ou le fief de Sémainville. - au II, la famille Halley à qui appartenait la commune en 1540, et qui portait pour armes : « d'azur à la croix ancrée d'argent, cantonnée de quatre coquilles », où les coquilles ont été remplacées par des pommes, représentant la production de cidre et de calvados. Le second reprend les armes de la famille Costard, présente à Saint-Léger-sur-Bonneville dès le XVe siècle et qui construisit le manoir encore présent, où leurs burelles ont été ondulées pour représenter les nombreuses sources et la Calonne présentent sur le territoire communal. Adopté en 2020. |